# Kostel Povýšení svatého Kříže (Trstěnice)
Kostel Povýšení svatého Kříže je římskokatolický chrám v obci Trstěnice v okrese Znojmo. Je chráněn jako kulturní památka České republiky.
První písemná latinsky psaná zpráva o Trstěnicích pochází z roku 1247. O šest let později došlo k zasvěcení kostela sv. Petra a Pavla (byl postaven na místě staršího chrámu). Při této příležitosti byl trstěnický kostel povýšen na farní. Ve 14. století, po jeho rozšíření, byl nově zasvěcen, a to svatému Gothardovi. V roce 1798 byla chrámová loď prodloužená o 7 metrů. Zároveň byly pořízeny ke kostelu nové schody, v kostele byly instalovány nové lavice a varhany. V roce 1807 při dokončení hlavních přestaveb byl znovu vysvěcen jako kostel Povýšení svatého Kříže. V l.1909-1910 byla přestavěna střecha věže. Místo čtyřboké jehlanové byla upravena na oplechovanou pseudobarokní báň. Autorem fresek v presbytáři je Josef Winterhalder mladší.
Jde o farní kostel farnosti Trstěnice u Moravského Krumlova.